# Rhein Main Presse
Im Markenverbund Rhein Main Presse produzierte die VRM GmbH & Co. KG täglich 18 Zeitungsausgaben in Hessen und Rheinland-Pfalz und erreichte damit bis zu 510.000  Leser.  Das Verbreitungsgebiet reichte von Idstein bis Worms und von Kirn an der Nahe bis nach Rüsselsheim. Das Zentrum bildeten die beiden Landeshauptstädte Mainz und Wiesbaden. Der Markenverbund Rhein Main Presse wurde 2018 aufgelöst und die Zeitungstitel werden seit dem unter der Dachmarke VRM geführt.

## Geschichte
2003 wurde die Mehrheit an der Gießener-Anzeiger-Gruppe gekauft und 2014 vollständig übernommen.
2011 wurde das Druckzentrum Rhein-Main in Rüsselsheim (2017 umbenannt in VRM Druck), ein Gemeinschaftsprojekt mit der Medienhaus Südhessen, in Betrieb genommen.
2015 wurde von der Verlagsgruppe Rhein-Main die Echo Mediengruppe (Darmstädter Echo) erworben. Die  Verlagsgruppe Rhein-Main wurde  2017 in VRM umbenannt. 2018 wurde Wetzlardruck GmbH mit der VRM-Tochter Gießener Anzeiger Verlags GmbH & Co. KG  fusioniert. Seit 2018  firmiert die hauseigene Vermarktungsgesellschaft Rhein Main Presse Werbevermarktung GmbH unter VRM Media Sales GmbH.